# Eugénie Droz
Pour les articles homonymes, voir Droz.
Eugénie Droz, née le 21 mars 1893 à La Chaux-de-Fonds et morte le 19 septembre 1976 à Genève, est une éditrice et historienne suisse. Elle est la créatrice à Paris de la librairie Droz et d'une maison d'édition qu'elle transféra à Genève en 1948 et dirigea jusqu'en 1963.

## Biographie
Fille de Frédéric Zahn, éditeur à La Chaux-de-Fonds, et de Laure Amélie Droz, Eugénie Droz, comme elle se fait appeler sa vie durant et dont le nom de naissance est Laure Eugénie Zahn, vit à partir de 1900 à Neuchâtel où sa famille s'installe. Elle étudie à l'école normale et obtient un diplôme d'institutrice. Entre 1910 et 1913, elle enseigne le français à l'institut morave de Gnadenberg en Silésie, tout en perfectionnant son allemand. De retour à Neuchâtel en 1913, elle obtient une licence à la faculté des lettres et se lie d'amitié avec le professeur de littérature médiévale Arthur Piaget avec lequel elle travaille sur le second volume du Jardin de plaisance et fleur de rhétorique d'Antoine Vérard.
Elle réalise en 1935 l'édition scientifique du Recueil Trepperel qui constitue sa thèse de doctorat ès-lettres de l'université de Neuchâtel, facsimilé de 35 textes anciens accompagnés de leur version en français moderne, recueil actuellement conservé à la réserve des livres rares de la Bibliothèque nationale de France.
En 1916 elle s'installe à Paris où elle suit des cours à l'École pratique des hautes études (IVe section - Sciences historiques et philologiques). Diplômée en 1924, elle ouvre la librairie Droz d'abord au 34 rue Serpente et, un an plus tard, au 25 rue de Tournon,. Elle commence ses activités d'éditrice en adoptant comme marque de libraire-éditrice le monogramme de Jean de Stalle, imprimeur allemand actif à Genève de 1487 à 1493, constitué de quatre putti, tout en le modifiant en remplaçant les initiales de celui-ci par les siennes (E et D).
À trente-deux ans, elle est également trésorière-adjointe de la Société des anciens textes français dont le trésorier était le baron Edmond de Rothschild.
En novembre 1944, le gouvernement provisoire la charge d'étudier à Genève les fiches des déportés politiques C'est probablement à cette période qu'elle décide de se réinstaller à Genève. En 1947, Eugénie Droz vend l'immeuble de la rue Tournon et s'installe définitivement à Genève, au 8 de la rue Verdaine. Elle vend sa société en 1963.
Elle meurt le dimanche 19 septembre 1976 et est enterrée le 24 à Gy, où elle a vécu de 1964 à 1968.

## Travaux
Ses travaux érudits portent sur les éditions de textes ainsi que sur l'histoire du livre au XVIe siècle. En 1934, elle fonde la revue « Humanisme et Renaissance » qui remplace la « Revue du seizième siècle ». Elle y associe Abel Lefranc, ou encore Robert Marichal. Elle crée également l'association « Humanisme et Renaissance », et modifie ultérieurement le nom de la revue en Bibliothèque d'humanisme et Renaissance.
Elle crée en 1945 à Paris la collection « Textes littéraires français », l'une des premières collections de livres de poche, sur le modèle de la Société des textes français modernes, puis en 1950, à Genève, la collection « les Travaux d'Humanisme et Renaissance », qui demeure une collection de référence pour les études sur la Renaissance, Les Antiquités et les Regrets de Du Bellay en 1945, ainsi que des travaux d'histoire du livre au XVIe siècle, avec Claude Dalbanne, L'Imprimerie à Vienne en Dauphiné, en 1931, avec Louis Desgraves, l'imprimerie à la Rochelle, en 1959-1960.
Ses recherches qui suivaient deux directions : la propagation de la « réforme luthérienne » en terres française et genevoise, ainsi que l'histoire du livre, publiant, dès 1970, Les Chemins de l'hérésie », une somme en quatre volumes qui rassemble des études et des documents inédits.

## Publications
- Notice sur un manuscrit ignoré de la Bibliothèque nationale : Imprimés, vélin 2231; XVe siècle dans Romania, 1918-1919
- La correspondance poétique du rhétoriqueur Jehan Picart, bailli d'Ételan dans la Revue du seizième siècle, 1921
- Jean Castel chroniqueur de France dans le Bulletin philologique et historique, 1921
- Notice sur un recueil de louanges dans Romania, 1923
- Poètes et musiciens du XVe siècle, 1924 (avec G. Thibault)
- Pierre de Nesson et ses œuvres, 1925 (avec A. Piaget)
- Un chansonnier de Philippe le Bon dans la Revue de musicologie, 1926 (avec G. Thibault)
- Les sept Pseaumes penitenciaulx et Letanie en françoys (avec Cl. Dalbanne), 1926
- Relation du souper offert par le duc Sigismond d'Autriche aux commissaires bourguignons, Thann, 21 juin 1469 dans Mélanges de philologie et d'histoire offerts à M. Antoine Thomas, 1927
- L'imprimerie à Vienne en Dauphiné au XVe siècle, 1930 (avec Cl. Dalbanne)
- Un ex-libris de Simon de Colines dans Gutenberg-Jahrbuch, 1931
- Un fragment de la Mort de Garin le Lorrain dans Romania, 1931
- Les Reliures à la médaille d'Henri II dans Trésors des bibliothèques de France, 1932
- Le chansonnier de Jean de Montchenu dans Trésors des bibliothèques de France, 1933
- Prix d'une reliure à la médaille d'Henri II dans Humanisme et Renaissance, 1935
- Guillaume Boni de Saint-Flour en Auvergne musicien de Ronsard dans Mélanges offerts à M. Abel Lefranc, 1936
- Le Manuscrit des Plaintes d'Acante de Tristan L'Hermite, 1937
- Le Comte de Modène et ses correspondants : documents inédits sur l'émigration, 1791-1803, 1942-1943
- Les poésies de Robinet de Luc brodeur de François Ier dans Bibliothèque d'humanisme et Renaissance, 1943
- Les années d'études de Jean et d'Henry de Sponde dans Bibliothèque d'humanisme et Renaissance, 1947
- Le Premier séjour d'Agrippa d'Aubigné à Genève, ibid.
- Le carme Jean Bodin, hérétique dans Bibliothèque d'humanisme et renaissance, 1948
- Les dernières années de Clément Marot : d'après des poèmes inédits (avec P.-P. Plan), ibid.
- L'Inventaire après décès des biens d'Agrippa d'Aubigné dans Bibliothèque d'humanisme et Renaissance, 1949
- Jean de Sponde et Pascal de l'Estocart dans Bibliothèque d'Humanisme et Renaissance, 1951
- Les ancêtres suisses de Guillaume Apollinaire dans Revue de Suisse, 1952
- Simon Goulart, éditeur de musique dans Bibliothèque d'humanisme et Renaissance, 1952
- Claude Baduel, traducteur de Bucer dans Bibliothèque d'humanisme et Renaissance, 1955
- Les Étudiants français de Bâle dans Bibliothèque d'humanisme et Renaissance, 1958
- Une impression inconnue de Pierre de Vingle : les Prières et oraisons de la Bible, Lyon : 19 août 1530, ibid.
- Autour de l'affaire Morély : La Roche Chandieu et Barth. Berton suivi de À propos du retour de Henri III de Pologne dans Bibliothèque d'humanisme et Renaissance, 1960
- Barthélemy Berton : 1563-1573, 1960
- La veuve Berton et Jean Portau : 1573-1589, 1960
- Note sur les impressions genevoises transportées par Hernández dans Bibliothèque d'humanisme et Renaissance, 1960
- L'imprimeur de l'Histoire ecclésiastique, 1580 : Jean de Laon, ibid.
- Fausses adresses dans Bibliothèque d'humanisme et Renaissance, 1961
- Complément à la bibliographie de Pierre Haultin, ibid.
- Jacques de Constans, l'ami d'Agrippa d'Aubigné : contribution à l'étude de la poésie protestante, 1962
- Notes sur Théodore de Bèze dans Bibliothèque d'humanisme et Renaissance, 1962
- Stanislas de Clermont-Tonnerre et l'occupation de Genève en 1782 dans Annuaire-bulletin de la Société de l'histoire de France, 1962
- La Reine Marguerite de Navarre et la vie littéraire à la cour de Nérac (1579-1582) dans Bulletin de la Société des bibliophiles de Guyenne, 1964
- Les Regule de Remigius, Muenster en Westphalie, 1486 dans Studi di bibliografia e di storia in onore di Tammaro de Marinis, 1964
- Bibles françaises après le Concile de Trente : 1546 dans Journal of the Warburg and Courtauld Institutes, 1965
- Christofle Plantin, imprimeur de Guy de Brès : 1555 dans Het Boek, 1965
- La première réforme scolaire à Münster en Westphalie dans Ideen und Formen : Festschrift für Hugo Friedrich, 1964
- La Société Hamon, Danfrie et Le Royer, 1561 dans Gutenberg-Jahrbuch, 1965
- Les débuts de Théodore de Bèze à Genève dans Genava, 1965
- Les tapisseries de cuir de Catherine de Médicis dans Gazette des beaux-arts, 1965
- Frère Gabriel DuPuyherbault, l'agresseur de François Rabelais dans Studi francesi, 1966
- L'Originale des Chrestiennes méditations de Bèze : 1581 dans Bulletin de la Société de l'histoire du protestantisme français, 1966, CXII, p. 236-249.
- Sur quelques traductions françaises d'écrits de David Joris : Rotterdam, Dierck Mullem, vers 1580 dans Het Boek, 1966
- Christofle de Thou et Jean Poltrot, seigneur de Méré dans Bulletin de la Société de l'histoire du protestantisme français, 1967
- Johann Baptist Fickler, traducteur de DuPuyherbault dans Revue d'histoire et de philosophie religieuses, 1967
- Le libraire Jean de Campenon, 1580 dans Bulletin de la Société des bibliophiles de Guyenne, 1967
- L'Ecclésiaste de Théodore de Bèze et ses éditions allemandes, 1599 et 1605 dans Revue d'histoire et de philosophie religieuses, 1967
- Hendrik van Schor et autres traducteurs de David Joris dans Studia bibliographica in honorem Herman de La Fontaine Verwey, 1966
- Encore une édition gothique inconnue de Ronsard : Remonstrance au peuple de France dans Refugium animæ bibliotecæ : Festschrift für Albert Kolb, 1969
- Le copiste Guichard Philippe : (1471) dans Studi francesi, 1969
- Un recueil de manuscrits du XVe siècle de la bibliothèque de Claude-Enoch Viret dans Bulletin de Institut de recherche et d'histoire des textes, 1969
- Les Chemins de l'hérésie : textes et documents, 1970-1976

Comme éditrice scientifique
- Alain Chartier, Le quadrilogue invectif, 1923
- Jean Regnier, Les fortunes et adversitez, 1923
- La légende dorée, 1924
- L'abuzé en court, suivi de Le doctrinal du temps présent, 1925
- Le jardin de plaisance et fleur de rhétorique (avec A. Piaget), 1925
- Remèdes contre la peste (avec A.-C. Klebs), 1925
- Ponthus et la Belle Sidoine, 1926
- Les subtiles fables d'Esope (avec J. Bastin et Cl. Dalbanne), 1927
- Joan Evans, La civilisation en France au Moyen Âge, 1930
- François Villon, Deux manuscrits : Bibliothèque nationale, fonds français 1661 et 20041 (avec A. Jeanroy), 1932
- Le recueil Trepperel (avec H. Lewicka), 1935-1961
- Joachim Du Bellay, Les antiquitez de Rome et Les regrets, 1945
- Alain Chartier, Le Quadrilogue invectif , 1950
- La farce du pauvre Jouhan : pièce comique du XVe siècle (avec M. Roques), 1959
- Agrippa d'Aubigné, Le printemps : Stances et Odes, 1972

## Hommages et distinctions
- 1951 : docteur honoris causa de l'université de Genève[9]
- 1958 : docteur honoris causa de l'université de Fribourg-en-Brisgau
- 1964 : docteur honoris causa de l'université de Lausanne
- Docteur honoris causa de l'université de Cologne[10]
- La salle de lecture de la Bibliothèque de Genève, construite en 1905, porte son nom[11].

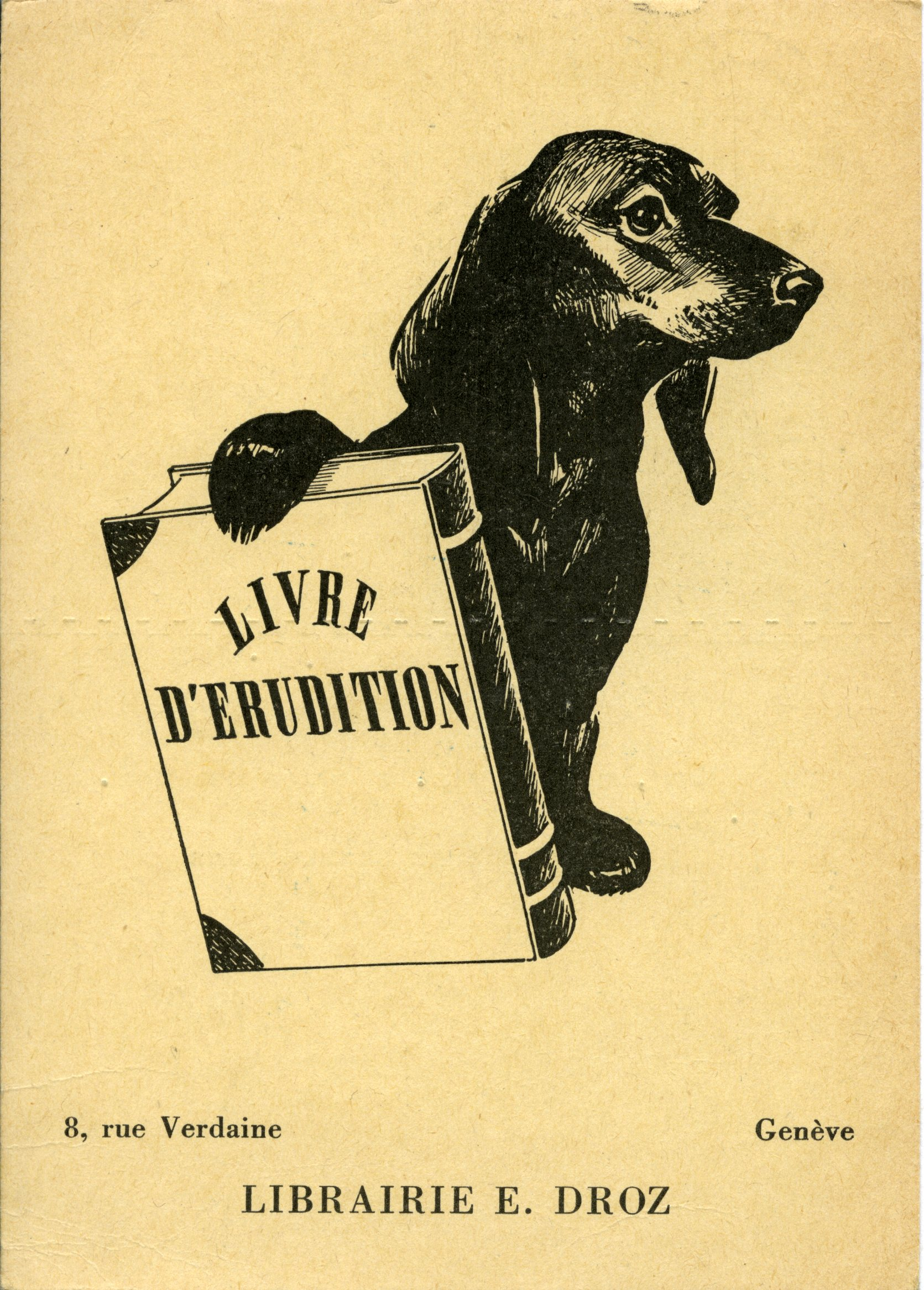
Bigoudi, le teckel d'Eugénie Droz.

## Archives
Fonds : Papiers Eugénie Droz (1919-1976) [0,8 mètre linéaire, correspondances isolées, fragments d'archives de la maison d'édition Droz, correspondance commerciale (1919-1976), papiers scientifiques, dossiers thématiques, photographies].  Cote : CH-000007-9 CH BGE Non catalogué (2004/035, 2004/060). Genève : Bibliothèque de Genève (présentation en ligne).
La consultation des fonds est soumise à des restrictions de consultation.